# François Jeanneau
François Jeanneau (* 15. Juni 1935 in Paris) ist ein französischer Jazz-Saxophonist und -Flötist und Komponist.

## Leben
Jeanneau war Flötenschüler von René Leroy; das Saxophonspiel erlernte er autodidaktisch. 1960 begann seine professionelle Karriere mit einem Engagement im Club Saint Germain, den er als seine Jazz-Schule bezeichnet und wo er mit Musikern wie Bud Powell, Kenny Clarke, Oscar Pettiford, Don Byas, Eric Dolphy, Art Taylor und Freddie Hubbard auftrat.
Jeanneau kam in der Big Band von Jef Gilson (1962/63) und besonders im Sextett von François Tusques erstmals mit dem freien Jazz in Berührung. Er arbeitete mit verschiedenen eigenen Gruppen, darunter einem Quartett mit Michel Graillier, Jean-François Jenny-Clark und Aldo Romano und der Big-Band Pandémonium, war Mitglied des Trios Humair-Jeanneau-Texier und gründete mit Jean-Louis Chautemps, Jacques Di Donato und Philippe Maté ein Saxophonquartett.
1986 wurde Jeanneau der erste Leiter des Orchestre National de Jazz. Von 1987 bis 1991 wirkte er am Konservatorium von Réunion, wo er eine Jazzabteilung und das Centre d'Informatique Musicale aufbaute. Von 1991 bis 2000 war er der erste Leiter der Abteilung Jazz und Improvisierte Musik am Conservatoire de Paris, zugleich Professor an der Université Paris VIII. Daneben war er Mitbegründer und von 1992 bis 1999 Mitglied der La Scène et Marnaise de Création Musicale und des Orchesters POM.
1999 lernte er Walter Thompson, den Begründer des Soundpainting kennen und wurde Mitglied der Societé des Soundpainters. Von 2000 bis 2002 war er neben Paolo Damiani Codirektor des Orchestre National de Jazz. Ebenfalls 2000 gründete er das Orchestre de jazz Europe-Afrique. Seit 2005 ist er der Leiter von Spoumj.
Jeanneau wurde zum Chevalier des Artes es Lettres und Offizier des Ordre national du Mérite ernannt und mit dem Prix Boris Vian (1976), dem Grand Prix du Disque (1978), dem Grand Prix National de la Musique (1991) und dem Grand Prix de la SACEM (2001) ausgezeichnet. 1980 wurde mit dem Prix Django Reinhardt ausgezeichnet, dessen Annahme er jedoch verweigerte. Neben Pianist François Tusques, Trompeter Bernard Vitet, Michel Portal, Bassist Beb Guérin und den Musikern des ARFI-Kollektivs gilt er als Pionier des Free Jazz in Frankreich.
2010 ging er mit Uli Lenz im Auftrag der Alliance française und des Goethe-Instituts als Musikalischer Botschafter nach Indien und konzertierte dort.

## Diskographie (Auswahl)
- Une Bien Curieuse Planète, 1975
- Techniques Douces, 1976
- Ephémère, 1978
- Paris Jazz Quartett, 1979
- Humair-Jeanneau-Texier, 1979
- Soli Solo Plus, 1981
- Double-Messieurs (Le Quatuor des saxophones), 1981
- Mad Sax II (Le Quatuor des saxophones), 1982
- Terraines Vagues (Pandémonium), 1983
- L'Orchestre National de Jazz 1986, 1986
- Jazz Bühne Berlin (Orchestre National de Jazz), 1986
- Pandémonium, 1988
- Taxiway, 1989
- Mixtures: Music for Media, 1989
- Update 3.3 (Trio Humair-Jeanneau-Texier), 1990
- Recontre, 1991
- Maloya Transit, le Quartet + le Trio Tambour, 1992
- Tribute to Mingus, 1992
- A Love Affair in Clermont-Ferrand, 1993
- Chaude Image, 1995
- Les Allumés du Jazz, 1996
- Le POM, 1997
- Alice, 1997
- Estremadure (Le POM), 1999
- Connection, 1999
- FrameWork, 2000
- Charméditerranéen (Orchestre National de Jazz), 2001–02
- Eleven, 2002
- Paf Paf mit Victor Komenkov, 2003
- Médéo (Youth Almaty Jazz Band), 2003
- Recontre avec Sulé, 2003
- Trans-Kasakh-Express, 2004
- Flench Wok, 2004
- Quand se Taisant les Oiseaux, 2006–07
- Walking in the Wind, mit Uli Lenz, 2009